# 陳金德 (羽毛球運動員)
陳金德（1954年8月8日—），印尼語名哈里亞曼托·卡托諾，已退役印尼男子羽毛球運動員。

## 生涯
陳金德主攻男子雙打，初期與楊榮美搭配，後來則與單打明星林水鏡搭配。他是1980年至1985年世界頂尖雙打選手之一。他與楊榮美崛起於在雅加達舉行的1980年世界羽毛球錦標賽，一路打到決賽後，輸給經驗老到的印尼隊友張鑫源與紀明發而獲得銀牌。在1981年全英公開賽，他們在半決賽報了一箭之仇，然後在決賽又擊敗了另一組印尼老將梁春生與洪耀龍而奪得冠軍。三年後，他們再度贏得全英公開賽（1984）。此外，他們也贏得兩次印尼公開賽（1982, 1983）。
陳金德改與林水鏡搭配後，曾經贏得印尼公開賽（1985, 1986）及羽毛球世界盃（1984, 1985）。1985年在卡加利舉行的世界錦標賽半決賽中，他們以極小差距敗給了最後奪冠的朴柱奉與金文秀，因而只得到銅牌。
在代表國家隊出賽具有高度榮譽性的湯姆斯盃方面，陳金德經歷過極苦與極樂。1982年的決賽裡，他與楊榮美先贏一點中國組合，卻在關鍵點輸掉，讓中國隊奪得首次冠軍。而在次一屆的1984年湯姆斯盃決賽裡，他與林水鏡的組合在關鍵點獲勝，協助印尼隊從中國隊手中奪回桂冠。